# ポラス
ポラス株式会社（英: POLUS Co., Ltd.）は、埼玉県越谷市に本社を置くハウスメーカー。
浦和レッドダイヤモンズとトップパートナーシップ契約を結び、ユニフォームの胸スポンサーを務めていることで知られる。

## 概要
埼玉県・千葉県・東京都を中心に住宅事業を展開するポラスグループの本社機能を担っている。
グループ内に中央住宅やポラテックなど24の子会社を擁し、グループの経営戦略並びに、グループ事業会社の統括運営業務を主な事業とする。子会社の1つであるポラテックは、日本最大の木造軸組構法向けプレカット工場を有することで知られる。創業以来貫かれている地域密着・直営責任一貫体制を特徴とし、設計から販売、アフターメンテナンスに至るまでのすべての工程をグループ内で管理している。
日本三大阿波踊りに数えられることもある南越谷阿波踊りは、徳島県出身であるポラスグループの創立者、中内俊三の提唱により始まり、2024年の第38回時点でも当日の運営をポラスグループ総出で担うほか、阿波踊りを踊る68連のうち4分の1に当たる17連がポラスグループからの参加であるなど、大きな役割を果たしている。
2013年よりJリーグ・浦和レッドダイヤモンズのユニホーム胸スポンサーを務めている。
2020年よりグループ会社である中央グリーン開発がB.LEAGUE・越谷アルファーズのユニフォーム背中上部スポンサーを務めている。
また、経済産業省によって2023年度、2024年度の健康経営優良法人に認定されている。

## 歴史
- 1969年（昭和44年）7月 - 中央住宅社として埼玉県草加市で創業
- 1976年（昭和51年）6月 - 株式会社中央住宅に組織変更
- 1982年（昭和57年）12月 - ポラテック株式会社 茨城県坂東市にプレカット工場開設
- 1985年（昭和60年）8月 - 第一回　南越谷阿波踊りを開催
- 1987年（昭和62年）9月 - ポラス建築技術訓練校開校
- 1991年（平成3年）7月 - CI導入 グループ名を「ポラスグループ」と変更
- 1997年（平成9年）7月 - ポラスグループのシンボルとしてのポラスビル竣工
- 2004年（平成16年）3月 - ポラス株式会社を統括会社とする新経営管理体制に移行
- 2013年（平成25年）2月 - 浦和レッドダイヤモンズのトップパートナー締結
- 2015年（平成27年）2月 - 特例子会社「ポラスシェアード（株）」を設立
- 2022年（令和4年）8月 - 3年ぶり南阿波踊りを開催

## グループ会社
- 株式会社中央住宅
- ポラテック株式会社
- 中央グリーン開発株式会社
- 株式会社中央ビル管理
- ポラスガーデンヒルズ株式会社
- 株式会社住宅資材センター
- 住宅品質保証株式会社
- グローバルホーム株式会社
- ポラスハウジング協同組合
- 第一エネルギー設備株式会社
- ポラスグランテック株式会社
- ポラスマイホームプラザ株式会社
- 株式会社ポラス暮し科学研究所
- ポラスタウン開発株式会社
- 株式会社ポラスのリフォーム
- ポラスオーナーズ株式会社
- 株式会社ポラスアルファ
- 職業訓練法人ポラス建築技術振興会
- ポラテック富士株式会社
- ポラテック東北株式会社
- ポラテック西日本株式会社
- ジバテック株式会社
- ポラスシェアード株式会社

## メセナ活動
- 南越谷阿波踊り 中内俊三の「地元への恩返し」の感謝の想いから、南越谷阿波踊りにポラスグループ社員が踊り手・会場設営・運営・警備などに携わっている。[要出典]

## スポンサー番組
- テレビ朝日「渡辺篤史の建もの探訪」[7][8][9][10][11][12][13]